# Cobitis maroccana
Cobitis maroccana là một loài cá vây tia thuộc họ Cobitidae. Loài này chỉ có ở Maroc. Môi trường sống tự nhiên của chúng là sông ngòi và sông có nước theo mùa.